# Salköveskút
Salköveskút ist eine ungarische Gemeinde im Kreis Szombathely im Komitat Vas.

## Geografische Lage
Salköveskút liegt neun Kilometer nordöstlich der Stadt Szombathely. Nachbargemeinden sind Vassurány, Vasasszonyfa, Söpte und Acsád.

## Geschichte
Salköveskút entstand 1935 durch den Zusammenschluss der Orte Salfa und Köveskút.

## Söhne und Töchter der Gemeinde
- Antal Sztrokay (1780–1850), Rechtswissenschaftler und Dichter

## Sehenswürdigkeiten
- Römisch-katholische Kirche Szent Mihály, erbaut 1876 im barocken Stil
- Szentháromság-Säule (Szentháromság-oszlop), erschaffen 1740

## Verkehr
Durch Salköveskút verläuft die Landstraße Nr. 8638. Der einen Kilometer südöstlich des Ortes gelegene Bahnhof Salköveskút-Vassurány ist angebunden an die Eisenbahnstrecke von Szombathely nach Sopron.

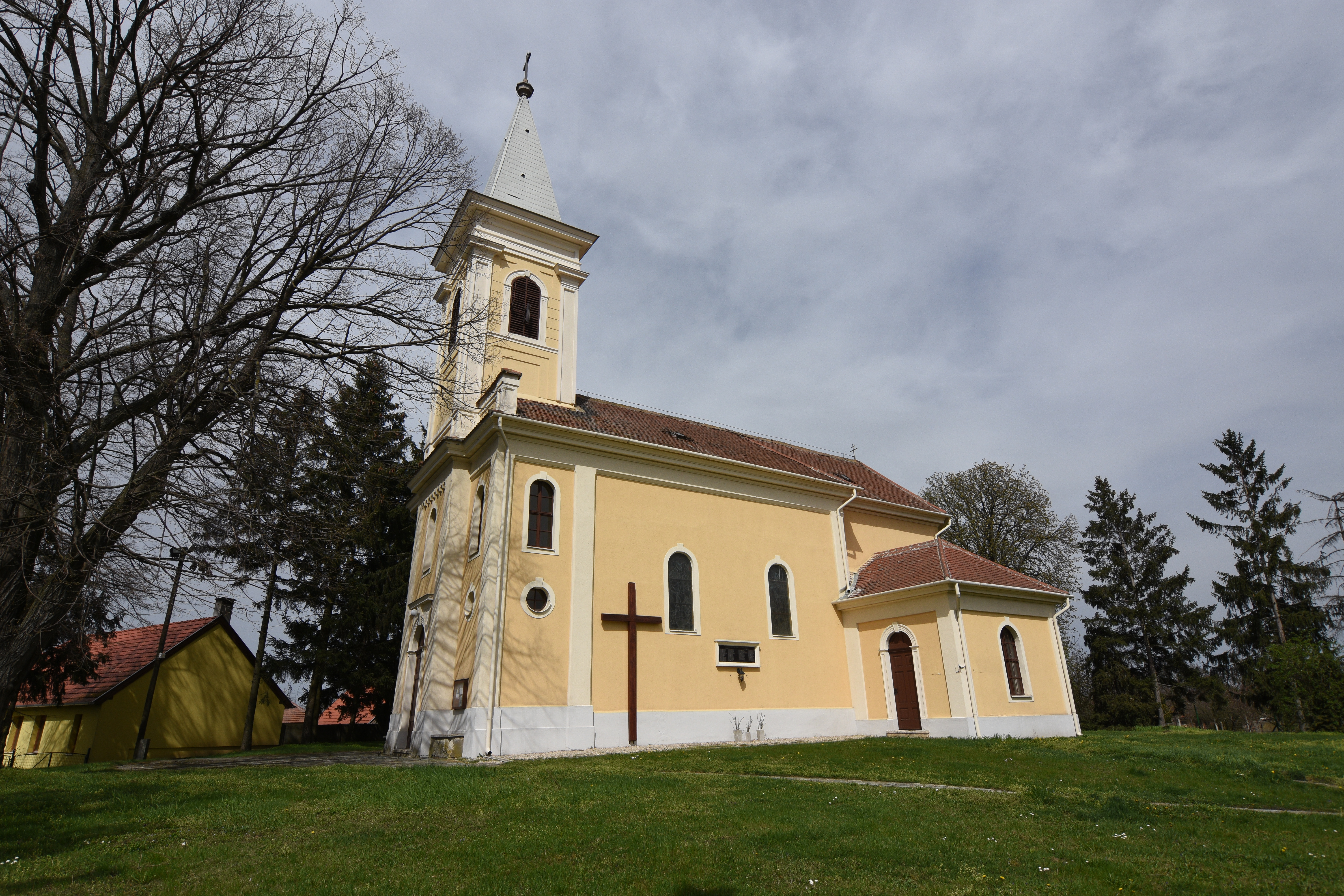
Röm.-kath. Kirche Szent Mihály
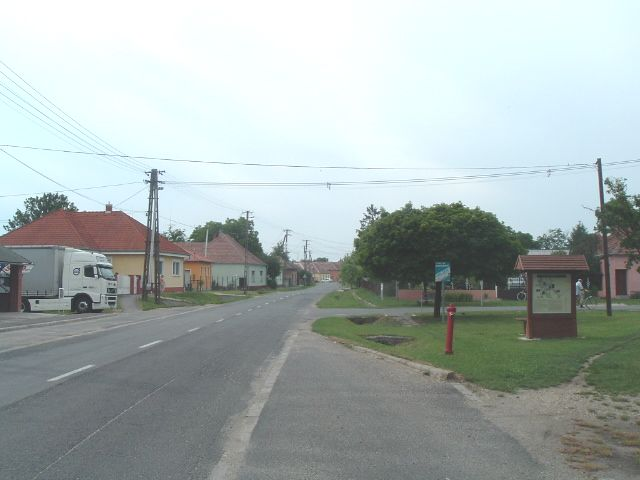
Straße in Salköveskút
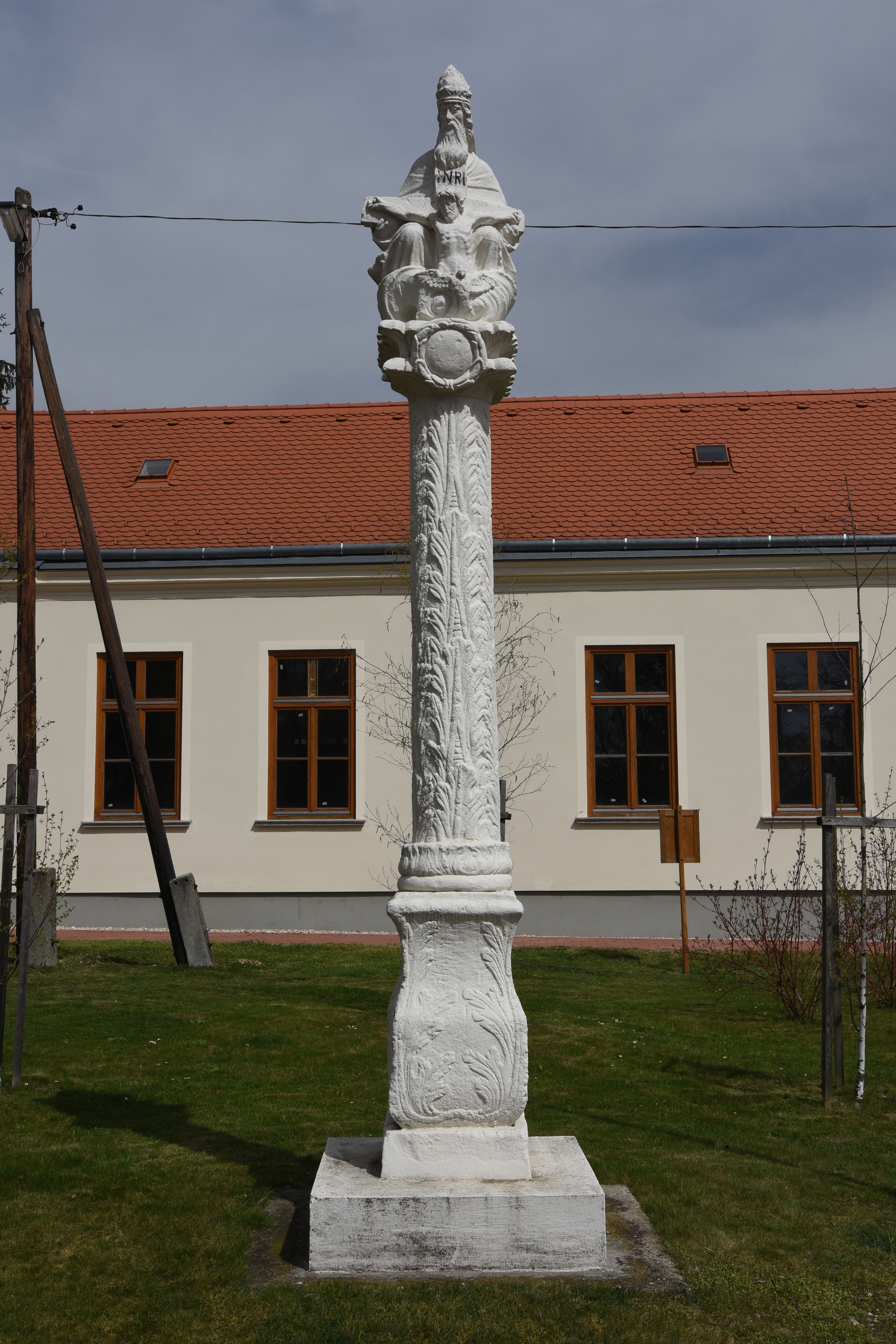
Szentháromság-oszlop